# Bräckkorv

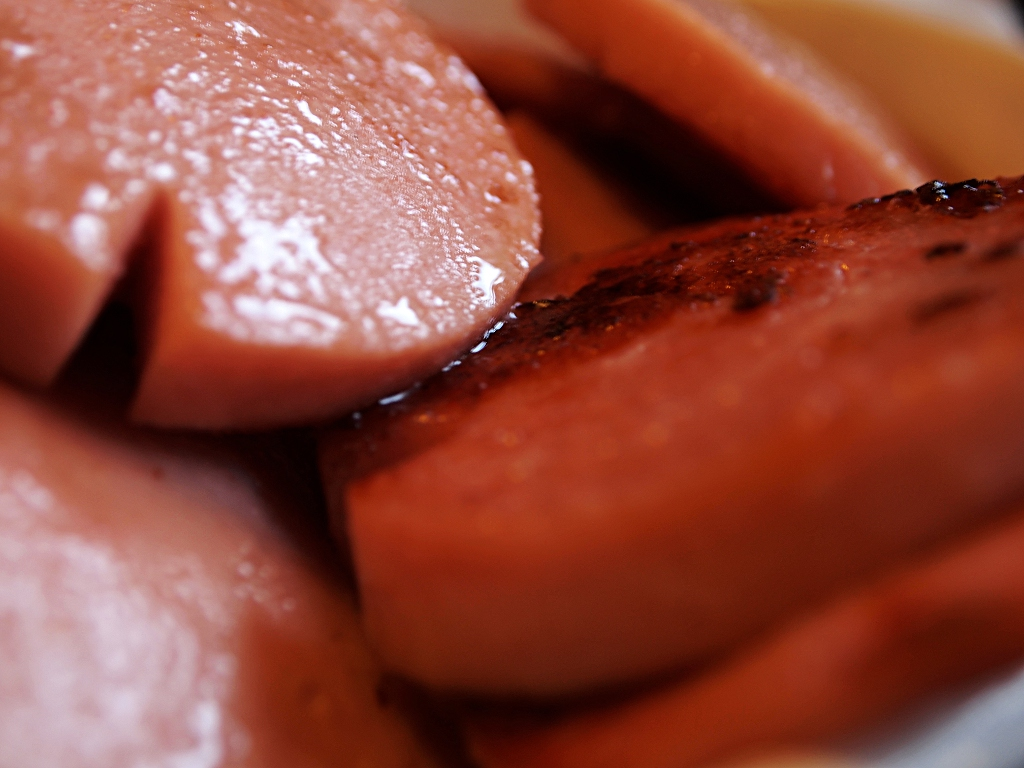
Falukorven är en typ av bräckkorv.

Bräckkorv är en sorts varmrökt korv, anpassad till bräckning.
En bräckt korv tillagas genom lätt (det vill säga stekning på medelvärme) och hastig stekning utan tillsatt fett. Den vanligaste bräckkorven i Sverige är falukorv.
Bräckkorv har som mat förknippats med bruna bönor, och de två maträtterna har (i Sverige) ofta kombinerats till en varmrätt.

## Innehåll
En skillnad mellan falukorv och annan bräckkorv är att den förstnämnda innehåller finmalet och den senare grovmalet kött. Under de svenska "rekordåren" mitten av 1900-talet konkurrerade den mer lättätna falukorven ut annan bräckkorv i charkuterisortimentet.
Bräckkorv (här exkluderas falukorven) innehåller oxkött, magert fläskkött, späck och kokt kall potatis i lika stora delar. Medan köttet är grovmalet är späcket skuret till små tärningar.  Den beredda korvdegen fylls i fjälster, det vill säga traditionellt korvskinn.